# Cândia (Seri Lanca)
Pronunciação
Cândia ou Cândi (Kandy; em cingalês: මහනුවර Mahanuwara; em tâmil: கண்டி Kanti) é uma cidade do Sri Lanka, conhecida como a capital das montanhas. Situa-se a 115 quilômetros de Colombo. A cidade destaca-se pela sua beleza e por ser o coração do budismo. No meio das ruas e bazares sempre animados, se localizam o Mercado Municipal, o Centro das Artes e Artesanato e o Dalada Maligava, conjunto arquitetónico formado por pavilhões cor de rosa com tetos vermelhos onde encontra-se o Templo do Dente de Buda, principal centro religioso dos budistas. No mês de julho, Cândia enche-se de vida durante o festival que ali se celebra com milhares de peregrinos, elefantes magnificamente adornados, dançarinos, acrobatas e milhares de luzes.
A relíquia guarda-se num cofre rodeado de outros seis pequenos cofres em um santuário, protegido por cristais. Ao lado do Dalada Maligava, estão o Museu Nacional e o Museu Arqueológico.
Além do Templo do Dente de Buda, destacam outras construções religiosas como o Templo de Cataragava, o Templo de Vishnu, o de Patini, o de Nata Devala do século XIII, o Mosteiro de Asigiria com uma interessante biblioteca e o Mosteiro de Malvata de finais do século XVI e com uma sala de cabido com tetos pintados.